# Кузнецово (селище, Дмитровський міський округ)
Кузнецо́во (рос. Кузнецово) — селище (колишній присілок) у складі Дмитровського міського округу Московської області, Росія.

## Населення
Населення — 48 осіб (2010; 67 у 2002).
Національний склад (станом на 2002 рік):
- росіяни — 94 %